# Annawan (Illinois)
Annawan – miasto w Stanach Zjednoczonych, w stanie Illinois, w hrabstwie Henry.